# Championnat de France Pro A de tennis de table 2014-2015
Navigation
Pro A 2013-2014 Pro A 2015-2016
Le Championnat de France Pro A de tennis de table 2014-2015 est la douzième édition du Championnat de France Pro A de tennis de table, plus haut niveau des championnats de France de tennis de table par équipes. Il oppose les 10 meilleures équipes de l'Hexagone dans chaque catégorie (messieurs et dames).
| \| Chartres ASTT Istres Sports Angers SS La Romagne Hennebont VGA St-Maur TT Saint-Louis Pontoise-Cergy EP Isséenne US Kremlin Bicêtre ASTT Miramas Lys Lez Lannoy CP Saint-Quentin ALCL Grand-Quevilly Metz TT \| Localisation des clubs engagés dans le championnat |
| Chartres ASTT Istres Sports Angers SS La Romagne Hennebont VGA St-Maur TT Saint-Louis Pontoise-Cergy EP Isséenne US Kremlin Bicêtre ASTT Miramas Lys Lez Lannoy CP Saint-Quentin ALCL Grand-Quevilly Metz TT                                                          |

## Longévité en cours
- Angers dispute sa 14e saison consécutive en première division. Les Angevins sont les seuls avec Hennebont à avoir participé aux 11 premières éditions de la Pro A Masculine.
- Lys-lez-Lannoy dispute sa 16e saison consécutive en première division. Il s'agit du 3e club de l'élite à avoir également participé aux 11 premières éditions de la Pro A Féminine

## Organisation 2014-2015
Plusieurs changements sont au programme de cette saison 2014-2015 concernant les maintiens :
- En Pro A Hommes, seul le dernier de la poule est relégué en Pro B. L'avant-dernier de la poule jouera désormais un match de barrage contre le deuxième de la Pro B.
- En Pro A Dames, les trois dernières équipes sont reléguées en Pro B, le championnat féminin passant à 8 équipes la saison prochaine.

## Championnat masculin

### Clubs engagés
| Cl | Équipes           | NS  | MR                  | Pts                 | J                   | V                   | N                   | D                   | Pé                  | Pp                  | Pc                  | Diff                | 2013-14 |
| -- | ----------------- | --- | ------------------- | ------------------- | ------------------- | ------------------- | ------------------- | ------------------- | ------------------- | ------------------- | ------------------- | ------------------- | ------- |
| 1  | GV Hennebont      | 11  | Champion            | 454                 | 192                 | 108                 | 46                  | 38                  | -                   | -                   | -                   | -                   | Pro A   |
| 2  | Vaillante Angers  | 11  | Dauphin             | 405                 | 192                 | 86                  | 41                  | 65                  | -                   | -                   | -                   | -                   | Pro A   |
| 3  | AS Pontoise-Cergy | 10  | Dauphin             | 406                 | 180                 | 95                  | 36                  | 49                  | -                   | -                   | -                   | -                   | Pro A   |
| 4  | Istres TT         | 9   | 3e                  | 322                 | 162                 | 60                  | 40                  | 52                  | -                   | 432                 | 437                 | -5                  | Pro A   |
| 7  | SS La Romagne     | 8   | 3e                  | 296                 | 144                 | 58                  | 36                  | 50                  | -                   | 410                 | 363                 | +47                 | Pro A   |
| 9  | Caen TTC          | 6   | 5e                  | 168                 | 92                  | 20                  | 26                  | 53                  | -                   | -                   | -                   | -                   | Pro A   |
| 10 | Chartres ASTT     | 5   | Champion            | 231                 | 90                  | 63                  | 15                  | 12                  | -                   | 313                 | 151                 | +162                | Pro A   |
| 12 | EP Isséenne       | 5   | 8e                  | 120                 | 89                  | 8                   | 14                  | 67                  | 1                   | -                   | -                   | -                   | Pro A   |
| 17 | TT Saint-Louis    | 1   | 10e                 | 22                  | 18                  | 1                   | 2                   | 15                  | -                   | 23                  | 68                  | -45                 | Pro B   |
| 21 | Morez Haut-Jura   | 1re | 1re saison en Pro A | 1re saison en Pro A | 1re saison en Pro A | 1re saison en Pro A | 1re saison en Pro A | 1re saison en Pro A | 1re saison en Pro A | 1re saison en Pro A | 1re saison en Pro A | 1re saison en Pro A | Pro B   |

### Équipes[1]
- Les Loups d'Angers :  Christophe Legoût,  Jon Persson,  Jens Lunqvist,  Kenji Matsudaira,  Benjamin Brossier
- Caen TTC :  Zoltan Fejer-Konnerth,  Romain Lorentz,  Jakub Kleplrik, Jimmy Devaux
- Chartres ASTT  :  Robert Gardos,  Damien Eloi,  Gao Ning,  Pär Gerell
- GV Hennebont :  Quentin Robinot,  Chien-An Chen
- EP Isséenne :  Ju Lin,  Enzo Angles,  Alexandre Cassin
- SS La Romagne :  Chen Tien Yuan,  Brice Ollivier,  Abdel-Kader Salifou
- AS Pontoise-Cergy TT :  Marcos Freitas,  Tristan Flore,  Kristian Karlsson,  Wang Jian-Jun
- TT Saint-Louis :  Roko Tosic
- Istres TT :  Antoine Hachard,  Alexandre Robinot,  Thiago Monteiro,  Chen Jian
- Morez Haut-Jura :  He Zhiwen,  Carlos Machado

#### Classement Général
| Rang | Équipe               | Pts | J  | V  | N | D  | F | Pp | Pc | Diff |
| ---- | -------------------- | --- | -- | -- | - | -- | - | -- | -- | ---- |
| 1    | AS Pontoise-Cergy TT | 48  | 18 | 14 | 2 | 2  | 0 | 65 | 27 | +38  |
| 2    | GV Hennebont         | 43  | 18 | 11 | 3 | 4  | 0 | 58 | 39 | +19  |
| -    | Chartres ASTT        | 43  | 18 | 10 | 5 | 3  | 0 | 60 | 39 | +21  |
| 4    | SS La Romagne        | 39  | 18 | 9  | 3 | 6  | 0 | 52 | 41 | +11  |
| -    | Vaillante Angers     | 39  | 18 | 9  | 3 | 6  | 0 | 51 | 40 | +11  |
| 6    | Morez Haut-Jura      | 37  | 18 | 7  | 5 | 6  | 0 | 50 | 42 | +8   |
| 7    | Istres TT            | 35  | 18 | 7  | 3 | 8  | 0 | 44 | 50 | -6   |
| 8    | Caen TTC             | 30  | 18 | 5  | 2 | 11 | 0 | 37 | 58 | -21  |
| 9    | EP Isséenne          | 23  | 18 | 1  | 3 | 14 | 0 | 23 | 65 | -42  |
| -    | TT Saint-Louis       | 23  | 18 | 2  | 1 | 15 | 0 | 25 | 64 | -39  |

- L'AS Pontoise-Cergy TT remporte son premier titre de champion de France pro A[2],[3].

### Barrage
Le match de barrage pour la dernière place en Pro A oppose l'EP Isséenne au SPO Rouen, deuxième de Pro B. Les normands s'imposent 4 à 1 contre les franciliens et accèdent pour la première fois depuis 15 ans en première division.

## Pro A Dames

### Clubs Participants
| Cl      | Équipes                 | NS          | MR       | Pts                          | J                            | V                            | N                            | D                            | Pé                           | Pp                           | Pc                           | Diff                         | 2013-14 |
| ------- | ----------------------- | ----------- | -------- | ---------------------------- | ---------------------------- | ---------------------------- | ---------------------------- | ---------------------------- | ---------------------------- | ---------------------------- | ---------------------------- | ---------------------------- | ------- |
| 1       | CP Lys-lez-Lannoy       | 11          | Champion | 472                          | 191                          | 97                           | 40                           | 54                           | -                            | -                            | -                            | -                            | Pro A   |
| 2 (+1)  | US Kremlin Bicêtre      | 10          | Champion | 369                          | 173                          | 79                           | 38                           | 56                           | 1                            | -                            | -                            | -                            | Pro A   |
| 4       | ALCL Grand-Quevilly     | 9           | Champion | 314                          | 160                          | 58                           | 39                           | 42                           | 1                            | -                            | -                            | -                            | Pro A   |
| 10 (+2) | TT Saint-Quentin        | 5           | 3e       | 172                          | 88                           | 31                           | 22                           | 35                           | -                            | 226                          | 249                          | -23                          | Pro A   |
| 12 (+1) | Metz TT                 | 4           | 3e       | 132                          | 70                           | 23                           | 16                           | 31                           | -                            | 166                          | 200                          | -34                          | Pro A   |
| 16 (+2) | ASTT Miramas            | 2           | 5e       | 61                           | 36                           | 6                            | 15                           | 15                           | -                            | 86                           | 116                          | -30                          | Pro A   |
| 18 (+3) | Quimper Cornouaille TT  | 2           | 8e       | 54                           | 36                           | 5                            | 8                            | 23                           | -                            | 64                           | 123                          | -59                          | Pro A   |
| 20 (+4) | Serris Val d'Europe ATT | 1           | 7e       | 32                           | 18                           | 3                            | 8                            | 7                            | -                            | 45                           | 57                           | -12                          | Pro A   |
| 25      | CTT Elancourt           | 4e          | 0        | Première saison en 2014-2015 | Première saison en 2014-2015 | Première saison en 2014-2015 | Première saison en 2014-2015 | Première saison en 2014-2015 | Première saison en 2014-2015 | Première saison en 2014-2015 | Première saison en 2014-2015 | Première saison en 2014-2015 | Pro B   |
| 26      | CA Mayennais            | 2e de Pro B | 0        | Première saison en 2014-2015 | Première saison en 2014-2015 | Première saison en 2014-2015 | Première saison en 2014-2015 | Première saison en 2014-2015 | Première saison en 2014-2015 | Première saison en 2014-2015 | Première saison en 2014-2015 | Première saison en 2014-2015 | Pro B   |

### Classement Général
| Rang | Équipe                  | Pts | J  | V  | N | D  | F | Pp | Pc | Diff |
| ---- | ----------------------- | --- | -- | -- | - | -- | - | -- | -- | ---- |
| 1    | Metz TT                 | 53  | 18 | 17 | 1 | 0  | 0 | 71 | 13 | +58  |
| 2    | CP Lys-lez-Lannoy       | 48  | 18 | 13 | 4 | 1  | 0 | 64 | 33 | +31  |
| 3    | Quimper CTT             | 42  | 18 | 10 | 4 | 4  | 0 | 56 | 43 | +13  |
| -    | ASTT Miramas            | 39  | 18 | 8  | 5 | 5  | 0 | 52 | 42 | +10  |
| 5    | CTT Elancourt           | 36  | 18 | 6  | 6 | 6  | 0 | 49 | 49 | 0    |
| 6    | TT Saint-Quentin        | 35  | 18 | 7  | 3 | 8  | 0 | 49 | 48 | +1   |
| 7    | ALCL Grand-Quevilly     | 33  | 18 | 5  | 5 | 8  | 0 | 44 | 53 | -9   |
| 8    | CA Mayennais            | 29  | 18 | 4  | 3 | 11 | 0 | 32 | 59 | -27  |
| 9    | Serris Val d'Europe ATT | 23  | 18 | 1  | 3 | 14 | 0 | 30 | 66 | -36  |
| 10   | US Kremlin-Bicêtre      | 22  | 18 | 1  | 2 | 15 | 0 | 25 | 66 | -41  |

- Metz remporte son premier titre de champion de France[4].